# Lijst van tijdperken
Deze lijst van tijdperken bevat officiële en inofficiële tijdperken uit de geochronologie en eenheden uit de chronostratigrafie. Veel van de lagere eenheden uit de stratigrafie zijn regionaal gedefinieerd, waarbij de tijdperken overlappen met tijdperken uit andere regio's. Het orgaan dat zich bezighoudt met de standaardisering van namen van tijdperken is de International Commission on Stratigraphy (ICS). Ondanks dat in sommige gevallen een naam is vastgesteld door de ICS, wordt vaak lokaal een oude, regionale naam gebruikt.

## Lijst
| Naam (Nederlands)                  | Naam (Engels)         | basis/begin (Ma) | top/einde (Ma) | status                            | gebruik                         | vernoemd naar                                | auteur en jaar                      |
| A                                  | A                     | A                | A              | A                                 | A                               | A                                            | A                                   |
| ---------------------------------- | --------------------- | ---------------- | -------------- | --------------------------------- | ------------------------------- | -------------------------------------------- | ----------------------------------- |
| Aalenien                           | Aalenian              | 175,6 ± 2,0      | 171,6 ± 3,0    | tijdsnede (Jura)                  | ICS                             | Aalen (Duitsland)                            |                                     |
|                                    | Aegean                | 245              | 243            | tijdsnede (Trias)                 | ??? regionaal (Alpen i.i.g.)    | Egeïsche Zee                                 |                                     |
| Aeronien                           | Aeronian              | 439,0 ± 1,8      | 436,0 ± 1,9    | tijdsnede (Siluur)                | ICS                             | Cwm-coed-aeron (Wales)                       | Cocks et al, 1971                   |
|                                    | Alaunian              | 216              | 211            | tijdsnede (Trias)                 | ???                             |                                              |                                     |
| Albien                             | Albian                | 112,0 ± 1,0      | 99,6 ± 0,9     | tijdsnede (Krijt)                 | ICS                             | Albia, Latijn voor de Aube                   | d'Orbigny, 1842                     |
|                                    | Aldingian             | 36               | 33             | tijdsnede (Eoceen)                | Australië                       |                                              |                                     |
| Allerød                            | Allerød               | 13.350 BP        | 12.700 BP      | chron (Weichselien)               | onder andere Noord-Europa       | Allerød (Denemarken)                         |                                     |
| Alluvium: synoniem voor Holoceen   |                       |                  |                |                                   |                                 |                                              |                                     |
|                                    | Altonian              | 17,5             | 16,5           | tijdsnede (Mioceen)               | Nieuw-Zeeland                   |                                              |                                     |
|                                    | Amazonian             | ~1.800           | heden          | Martiaans tijdvak                 | Mars                            | Amazonis Planitia                            |                                     |
| Amstelien                          |                       | 2,588            | 2,40           | super-tijdsnede (Pleistoceen)     | Nederland                       | de Amstel                                    | Harmer, 1896                        |
| Anisien                            | Anisian               | 245,0 ± 1,5      | 237,0 ± 2,0    | tijdsnede (Trias)                 | ICS                             | Anisus, Latijn voor de Enns (Oostenrijk)     |                                     |
| Antwerpiaan                        | Antwerpian            | ± 21             | ± 12           | tijdsnede (Mioceen)               | België (verouderd)              | Antwerpen                                    | Gogels, 1879                        |
| Aptien                             | Aptian                | 125,0 ± 1,0      | 112,0 ± 1,0    | tijdsnede (Krijt)                 | ICS                             | Apt (Frankrijk)                              | d'Orbigny, 1840                     |
| Aquitanien                         | Aquitanian            | 23,03            | 20,43          | tijdsnede (Mioceen)               | ICS                             | Aquitanië                                    |                                     |
| Archeïcum                          | Archean               | geen             | 2.500          | eonotheem                         | ICS                             |                                              |                                     |
| Arenig(-ien)                       | Arenig(-ian)          |                  |                | tijdvak (Ordovicium)              | Europa                          |                                              |                                     |
|                                    | Arikareean            | 30,5             | 19             | tijdsnede (Oligo-Mioceen)         | Noord-Amerika                   |                                              |                                     |
| Artinskien                         | Artinskian            | 284,4 ± 0,7      | 275,6 ± 0,7    | tijdsnede (Perm)                  | ICS                             | Arti (Rusland)                               | Karpinski, 1874                     |
| Ashgill(-ien)                      | Ashgill(-ian)         |                  |                | tijdvak (Ordovicium)              | Europa                          | Ashgill (Schotland)                          |                                     |
| Asselien                           | Asselian              | 299,0 ± 0,8      | 294,6 ± 0,8    | tijdsnede (Perm)                  | ICS                             | de Assel (Kazachstan)                        | Roezjentsjev, 1954                  |
| Atlanticum                         | Atlantic              | 5.660 BP         | 9.220 BP       | chron (Holoceen)                  | onder andere Noord-Europa       | de Atlantische Oceaan                        | Blytt, 1876                         |
| Autunien                           | Autunian              | ~300             | ~275           | tijdsnede (Carboon, Perm)         | Europa (verouderd)              | Autun (Frankrijk)                            |                                     |
| Azoïcum zie Archeïcum              |                       |                  |                |                                   |                                 |                                              |                                     |
| B                                  |                       |                  |                |                                   |                                 |                                              |                                     |
| Badenien                           | Badenian              | 16,0             | 13,3           | tijdsnede (Mioceen)               | Paratethys                      | Baden (Oostenrijk)                           | Papp & Cicha, 1968                  |
| Bajocien                           | Bajocian              | 171,6 ± 3,0      | 167,7 ± 3,5    | tijdsnede (Jura)                  | ICS                             | Bayeux (Frankrijk)                           | d'Orbigny                           |
| Barremien                          | Barremian             | 130,0 ± 1,5      | 125,0 ± 1,0    | tijdsnede (Krijt)                 | ICS                             | Barrême (Frankrijk)                          | Coquand, 1873                       |
| Bartonien                          | Bartonian             | 37,2 ± 0,1       | 40,4 ± 0,2     | tijdsnede (Eoceen)                | ICS                             | Barton-on-Sea (Zuid-Engeland)                | Mayer-Eymar, 1857                   |
| Bashkirien                         | Bashkirian            | 318,1 ± 1,3      | 311,7 ± 1,1    | tijdsnede (Carboon)               | ICS                             | Basjkirostan                                 |                                     |
| Bathonien                          | Bathonian             | 167,7 ± 3,5      | 164,7 ± 4,0    | tijdsnede (Jura)                  | ICS                             | Bath (Engeland)                              |                                     |
| Bavel Interglaciaal                |                       | 1,03             | 0,96           | tijdsnede (Pleistoceen)           | Nederland                       | Bavel                                        | Zagwijn & de Jong, 1984.            |
| Bavelien                           |                       | 1,03             | 0,85           | super-tijdsnede (Pleistoceen)     | Nederland                       | Bavel                                        | W.H. Zagwijn, J. de Jong, 1984.     |
| Bekken Groepen 1-9                 | Basin Groups 1-9      | 4.150            | 3.850          | tijdvak (Prenectarium)            | Maan (inofficieel)              | groepen inslagbekkens                        |                                     |
| Bedoulien                          | Bedoulian             |                  |                | sub-tijdsnede (Krijt)             | regionaal                       |                                              |                                     |
| Belvédère Interglaciaal            |                       | 0,338            | 0,324          | tijdsnede (Pleistoceen)           | Nederland                       | groeve Belvédère (Maastricht)                |                                     |
| Berriasien                         | Berriasian            | 145,5 ± 4,0      | 140,2 ± 3,0    | tijdsnede (Krijt)                 | ICS                             | Berrias (Frankrijk)                          |                                     |
| Biber Glaciaal                     |                       | ~2,35            |                | tijdsnede (Pleistoceen)           | Alpen                           | de Biber (Duitsland)                         |                                     |
| Biber-Donau                        |                       |                  |                | tijdsnede (Pleistoceen)           | Alpen                           |                                              |                                     |
| Bolderiaan                         | Bolderian             | <21              | >16            | tijdsnede (Mioceen)               | België (verouderd)              | Bolderberg                                   | Dumont, 1850                        |
| Boreaal                            | Boreal                | 10.640 BP        | 9.220 BP       | chron (Holoceen)                  | Noord-Europa                    | Engels: boreal forest = taiga                | Blytt, 1876                         |
| Buntsandstein                      | Buntsandstein         | 251,0 ± 0,4      | 246,6          | tijdvak/subperiode (Trias)        | Europa                          | Duits: bunte Sandstein = gekleurde zandsteen | Von Alberti, 1834                   |
| Burdigalien                        | Burdigalian           | 20,43            | 15,97          | tijdsnede (Mioceen)               | ICS                             | Latijn: Burdigala = Bordeaux                 | Depéret, 1892                       |
| Bølling                            | Bølling               | 13.730 BP        | 13.480 BP      | chron (Weichselien)               | Noord-Europa                    | Bølling Sø (Denemarken)                      |                                     |
| C                                  |                       |                  |                |                                   |                                 |                                              |                                     |
| Calabrien                          | Calabrian             | 1,806            | 0,781          | tijdsnede (Pleistoceen)           | Zuid-Europa                     | Calabrië                                     |                                     |
| Callovien                          | Callovian             | 164,7 ± 4,0      | 161,2 ± 4,0    | tijdsnede (Jura)                  | ICS                             | Kellaway (Engeland)                          | d'Orbigny                           |
| Calymmium                          | Calymmian             | 1.600            | 1.400          | periode (Proterozoïcum)           | ICS                             |                                              |                                     |
| Cambrium                           | Cambrian              | 542,0 ± 1,0      | 488,3 ± 1,7    | periode (Paleozoïcum)             | ICS                             | Cambria (Latijn voor Wales)                  | Sedgwick, 1835                      |
| Campanien                          | Campanian             | 83,5 ± 0,7       | 70,6 ± 0,6     | tijdsnede (Krijt)                 | ICS                             | Champagne (Frankrijk)                        | Coquand, 1857                       |
| Capitanien                         | Capitanian            | 265,8 ± 0,7      | 260,4 ± 0,7    | tijdsnede (Perm)                  | ICS                             | Capitan Reef (Texas, V.S.)                   |                                     |
| Caradoc(-ien)                      | Caradoc(-ian)         |                  |                | tijdvak (Ordovicium)              | Europa                          |                                              |                                     |
| Carboon                            | Carboniferous         | 359,2 ± 2,5      | 299,0 ± 0,8    | periode (Paleozoïcum)             | ICS                             | steenkool                                    | Conybeare & Phillips, 1822          |
| Carixien                           | Carixian              | 189,6 ± 1,5      |                | sub-tijdsnede (Jura)              | regionaal                       |                                              |                                     |
| Carnien                            | Carnian               | 228,0 ± 2,0      | 216,5 ± 2,0    | tijdsnede (Trias)                 | ICS                             | Karnische Alpen (Oostenrijk)                 | Mojsisovics, 1869                   |
| Cenomanien                         | Cenomanian            | 99,6 ± 0,9       | 93,5 ± 0,8     | tijdsnede (Krijt)                 | ICS                             | Latijn: Cenomanium = Le Mans                 | d'Orbigny, 1847                     |
| Cenozoïcum                         | Cenozoic              | 65,5 ± 0,3       | heden          | era                               | ICS                             | nieuwe leven                                 | Phillips, 1847                      |
|                                    | Cincinnatian          | ~450             | ~440           | tijdsnede (Ordovicium)            | Noord-Amerika                   | Cincinnati                                   |                                     |
| Cisuralien                         | Cisuralian            | 299,0 ± 0,8      | 270,6 ± 0,7    | tijdvak (Perm)                    | ICS                             |                                              |                                     |
| Changhsingien                      | Changhsingian         | 253,8 ±0,7       | 251,0 ± 0,4    | tijdsnede (Perm)                  | ICS                             | Changxing (China)                            |                                     |
| Chattien                           | Chattian              | 28,4 ± 0,1       | 23,03          | tijdsnede (Oligoceen)             | ICS                             | Chatte (Frankrijk)                           | Fuchs, 1894                         |
| Coniacien                          | Coniacian             | 89,3 ± 1,0       | 85,8 ± 0,7     | tijdsnede (Krijt)                 | ICS                             | Cognac (Frankrijk)                           | Coquand, 1857                       |
| Copernicum                         | Copernican            | 1.100            | heden          | periode                           | Maan                            | Copernicus                                   |                                     |
| Couvinien: synoniem voor Eifelien  |                       |                  |                |                                   |                                 |                                              |                                     |
| Cromerien                          | Cromerian             | 0,85             | 0,465          | super-tijdsnede (Pleistoceen)     | Nederland                       |                                              |                                     |
| Cryogenium                         | Cryogenian            | 850              | 635,5 ± 1,2    | periode (Proterozoïcum)           | ICS                             | bevroren oorsprong                           |                                     |
| Crypticum                          | Cryptic               | 4.567            | 4.150          | tijdvak (Prenectarium)            | Maan (inofficieel)              | verborgen                                    |                                     |
| D                                  |                       |                  |                |                                   |                                 |                                              |                                     |
| Dacien                             | Dacian                | 5,332 ± 0,005    | 3,600 ± 0,005  | tijdsnede (Plioceen)              | Paratethys                      | Dacia (Romeinse provincie)                   |                                     |
| Danien                             | Danian                | 65,5 ± 0,3       | 61,7 ± 0,2     | tijdsnede (Paleoceen)             | ICS                             | Denemarken                                   | Desor, 1847                         |
| Dapingien                          | Dapingian             | 471,8 ± 1,6      | 468,1 ± 1,6    | tijdsnede (Ordovicium)            | ICS                             | Daping (China)                               |                                     |
| Darriwilien                        | Darriwilian           | 468,1 ± 1,6      | 460,9 ± 1,6    | tijdsnede (Ordovicium)            | ICS                             | Darriwil (Australië)                         | Hall, 1899                          |
|                                    | Deerparkian           |                  |                | tijdsnede (Devoon)                | Noord-Amerika                   |                                              |                                     |
|                                    | Delamaran             |                  |                | tijdsnede (Cambrium)              |                                 |                                              |                                     |
| Deurniaan                          | Deurnian              |                  |                | tijdsnede (Mioceen)               | België (verouderd)              | Deurne                                       | de Heinzelin (1955)                 |
| Devoon                             | Devonian              | 416,0 ± 2,8      | 359,2 ± 2,5    | periode (Paleozoïcum)             | ICS                             | Devon                                        | Murchison & Sedgwick, 1839          |
| Dinantien                          | Dinantian             | 359,2 ± 2,5      | 326,4 ± 1,6    | tijdvak/sub-periode (Carboon)     | Noord-Europa                    | Dinant                                       |                                     |
| Dogger                             | Dogger                | 175,6 ± 2,0      | 161,2 ± 4,0    | tijdvak (Jura)                    | Noord-Europa                    | Engels: dogger=ijzerrijk sediment            |                                     |
| Domerien                           | Domerian              |                  | 183,0 ± 1,5    | sub-tijdsnede (Jura)              | regionaal                       |                                              |                                     |
| Donau Glaciaal                     |                       |                  | >2,35          | tijdsnede (Pleistoceen)           | Alpen                           | de Donau                                     |                                     |
| Donau-Günz                         |                       |                  | >2,35          | tijdsnede (Pleistoceen)           | Alpen                           |                                              |                                     |
| Drenthien: synoniem voor Saalien   |                       |                  |                |                                   |                                 |                                              |                                     |
| Drumien                            | Drumian               | 506,5            | 503            | tijdsnede (Cambrium)              | ICS                             | Drum Mountains (Utah, V.S.)                  |                                     |
|                                    | Dyeran                |                  |                | tijdsnede (Cambrium)              | regionaal                       |                                              |                                     |
| E                                  |                       |                  |                |                                   |                                 |                                              |                                     |
| Eburonien                          |                       | 1,80             | 1,45           | super-tijdsnede (Pleistoceen)     | Nederland                       | Eburonen, Germaanse stam                     | W.H. Zagwijn, 1957.                 |
| Ectasium                           | Ectasian              | 1.400            | 1.200          | periode (Proterozoïcum)           | ICS                             |                                              |                                     |
| Ediacarium                         | Ediacaran             | 635,5 ± 1,2      | 542,0 ± 1,0    | periode (Proterozoïcum)           | ICS                             | Ediacara Hills (Australië)                   |                                     |
| Eemien                             | Eemian                | 0,128            | 0,116          | tijdsnede (Pleistoceen)           | Noord-Europa                    | de Eem (Nederland)                           | Harting, 1875                       |
| Eifelien                           | Eifelian              | 397,5 ± 2,7      | 391,8 ± 2,7    | tijdsnede (Devoon)                | ICS                             | de Eifel                                     | Beyrich, 1837                       |
| Egerien                            | Egerian               | 25,8             | 20,3           | tijdsnede (Oligoceen, Mioceen)    | Paratethys                      | Eger (Hongarije)                             | Báldi & Seneš, 1968                 |
| Eggenburgien                       | Eggenburgian          | 20,8             | 18,3           | tijdsnede (Mioceen)               | Paratethys                      | Eggenburg (Oostenrijk)                       | Steininger & Seneš, 1968            |
| Elsterien                          |                       | 0,465            | 0,418          | tijdsnede (Pleistoceen)           | Noord-Europa                    | de Weißen Elster (Duitsland)                 |                                     |
| Emsien                             | Emsian                | 407,0 ± 2,8      | 397,5 ± 2,7    | tijdsnede (Devoon)                | ICS                             | Bad Ems (Duitsland)                          | de Dorlodot, 1900                   |
| Eoarcheïcum                        | Eoarchean             | geen             | 3.600          | era                               | ICS                             |                                              |                                     |
| Eoceen                             | Eocene                | 55,8 ± 0,2       | 33,9 ± 0,1     | tijdvak (Paleogeen)               | ICS                             | "vroege recent"                              | Lyell, 1847                         |
| Eratosthenium                      | Eratosthenian         | 3.200            | 1.100          | periode                           | Maan                            | Eratosthenes                                 |                                     |
| F                                  |                       |                  |                |                                   |                                 |                                              |                                     |
| Famennien                          | Famennian             | 374,5 ± 2,6      | 359,2 ± 2,5    | tijdsnede (Devoon)                | ICS                             | Famenne (België)                             | Dumont, 1855                        |
| Fanerozoïcum                       | Phanerozoic           | 542,0 ± 1,0      | heden          | eon                               | ICS                             | zichtbare leven                              |                                     |
| Flandrien                          | Flandrian             | 0,01             | heden          | tijdsnede (Holoceen)              | West-Europa (verouderd)         | Vlaanderen                                   | Rutot & Van den Broeck, 1885        |
| Floien                             | Floian                | 478,6 ± 1,7      | 471,8 ± 1,6    | tijdsnede (Ordovicium)            | ICS                             | Flo, Zweden                                  |                                     |
| Fortunien                          | Fortunian             | 542,0 ± 1,0      | 528            | tijdsnede (Cambrium)              | ICS                             | Fortune Head (Canada)                        |                                     |
| Frasnien                           | Frasnian              | 385,3 ± 2,6      | 374,5 ± 2,6    | tijdsnede (Devoon)                | ICS                             | Frasne (België)                              | d'Omalius d'Halloy, 1862            |
| Furongien                          | Furongian             | 501,0 ± 2,0      | 488,3 ± 1,7    | tijdvak (Cambrium)                | ICS                             | Furong (China)                               |                                     |
| G                                  |                       |                  |                |                                   |                                 |                                              |                                     |
| Gallic                             | Gallic                | 130,0 ± 1,5      | 89,3 ± 1,0     | tijdvak (Krijt)                   | inofficieel                     |                                              |                                     |
| Gargasien                          | Gargasian             |                  |                | sub-tijdsnede (Krijt)             | regionaal                       |                                              |                                     |
| Gaultien                           | Gaultian              |                  |                | sub-tijdsnede (Krijt)             | regionaal                       |                                              |                                     |
| Gedinien: synoniem voor Lochkovien |                       |                  |                |                                   |                                 |                                              |                                     |
| Gelasien                           | Gelasian              | 2,588            | 1,806          | tijdsnede                         | ICS                             | Gela (Italië)                                | Rio et al, 1998                     |
| Givetien                           | Givetian              | 391,8 ± 2,7      | 385,3 ± 2,6    | tijdsnede (Devoon)                | ICS                             | Givet (Frankrijk)                            | d'Omalius d'Halloy, 1839            |
| Gorstien                           | Gorstian              | 422,9 ± 2,5      | 421,3 ± 2,6    | tijdsnede (Siluur)                | ICS                             | Gorsty (boerderij bij Ludlow, Engeland)      | Holland et al, 1980                 |
| Guadalupien                        | Guadalupian           | 270,6 ± 0,7      | 260,4 ± 0,7    | tijdvak (Perm)                    | ICS                             | Guadalupe Mountains (Texas, V.S.)            |                                     |
| Günz Glaciaal                      | Günz                  | 2,35             |                | tijdsnede (Pleistoceen)           | Alpen                           | de Günz (Duitsland)                          |                                     |
| Günz-Mindel                        |                       |                  |                | tijdsnede (Pleistoceen)           | Alpen                           |                                              |                                     |
| Guzhangien                         | Guzhangian            | 499              | 503            | tijdsnede (Cambrium)              | ICS                             | Guzhang (China)                              |                                     |
| Gzhelien                           | Gzhelian              | 303,9 ± 0,9      | 299,0 ± 0,8    | tijdsnede (Carboon)               | ICS                             | Gzjel (Rusland)                              |                                     |
| H                                  |                       |                  |                |                                   |                                 |                                              |                                     |
| Hadeïcum                           | Hadean                | geen             | 3.800          | eon                               | inofficieel                     | Hades, hel                                   | Cloud, 1972                         |
| Hauterivien                        | Hauterivian           | 136,4 ± 2,0      | 130,0 ± 1,5    | tijdsnede (Krijt)                 | ICS                             | Hauterive (Zwitserland)                      | Renevier, 1873                      |
|                                    | Hesperian             | ~3.500           | ~1.800         | Martiaans tijdvak                 | Mars                            | Hesperia Planum                              |                                     |
| Hettangien                         | Hettangian            | 199,6 ± 0,6      | 196,5 ± 1,0    | tijdsnede (Jura)                  | ICS                             | Hettange-Grande (Frankrijk)                  | Renevier, 1864                      |
| Hirnantien                         | Hirnantian            | 445,6 ± 1,5      | 443,7 ± 1,5    | tijdsnede (Ordovicium)            | ICS                             | Cwm Hirnant (Wales)                          | Bancroft, 1933                      |
| Holoceen                           | Holocene              | 11.800 BP        | heden          | tijdvak (Kwartair)                | ICS                             | Grieks: helemaal nieuw                       | Gervais, 1867                       |
| Holsteinien                        |                       | 0,418            | 0,386          | tijdsnede (Pleistoceen)           | Noord-Europa                    | Holstein (Duitsland)                         |                                     |
| Homerien                           | Homerian              | 426,2 ± 2,4      | 422,9 ± 2,5    | tijdsnede (Siluur)                | ICS                             | Homer (Wales)                                | Bassett et al, 1975                 |
| Houthaleniaan                      | Houthalenian          | <21              | >16            | tijdsnede (Mioceen)               | België (verouderd)              | Houthalen                                    | Hirsch, 1952                        |
| J                                  |                       |                  |                |                                   |                                 |                                              |                                     |
|                                    | Ibexian               | ~505             | ~480           | tijdsnede (Ordovicium)            | Noord-Amerika                   |                                              |                                     |
| Icenien                            | Icenian               | 2,4              | ~2             | tijdsnede (Pleistoceen)           | Nederland, Engeland (verouderd) |                                              | Pannekoek, 1956                     |
| Imbrium                            | Imbrian               | 3.850            | 3.200          | periode                           | Maan                            | Mare Imbrium                                 |                                     |
| Indien                             | Induan                | 251,0 ± 0,4      | 249,7 ± 0,7    | tijdsnede (Trias)                 | ICS                             | de Indus                                     | Kiparisova & Popov, 1956            |
| Ionien                             | Ionian                | 0,781            | 0,126          | tijdsnede (Pleistoceen)           | Zuid-Europa                     | Ionië                                        |                                     |
| J                                  |                       |                  |                |                                   |                                 |                                              |                                     |
| Jonge Dryas                        | Younger Dryas         | 12.700 BP        | 11.560 BP      | chron (Weichselien)               | Noord-Europa                    | Dryas octopetala (plantje)                   |                                     |
| Jura                               | Jurassic              | 199,6 ± 0,6      | 145,5 ± 4,0    | periode (Mesozoïcum)              | ICS                             | Jura (gebergte)                              | Brongniart                          |
| K                                  |                       |                  |                |                                   |                                 |                                              |                                     |
| Karoo                              | Karoo                 | ±350             | ±300           | ijstijd                           | wereldwijd                      | Karoo (Zuid-Afrika)                          |                                     |
| Karpatien                          | Karpatian             | 17,0             | 16,0           | tijdsnede (Mioceen)               | Paratethys                      | de Karpaten                                  | Cicha et al, 1967                   |
| Kasimovien                         | Kasimovian            | 306,5 ± 1,0      | 303,9 ± 0,9    | tijdsnede (Carboon)               | ICS                             | Kasimov (Rusland)                            |                                     |
| Kasterliaan                        | Kasterlian            | ~4,7             | ~3,6           | tijdsnede (Plioceen)              | België (verouderd)              | Kasterlee                                    | Dumont, 1882                        |
| Katien                             | Katian                | 455,8 ± 1,6      | 445,6 ± 1,5    | tijdsnede (Ordovicium)            | ICS                             | Lake Katy (Oklahoma, V.S.)                   |                                     |
| Kattendijkiaan                     | Kattendijkian         | ~5               | ~3,6           | tijdsnede (Plioceen)              | België (verouderd)              | Kattendijke                                  | Glibert & de Heinzelin, 1957        |
|                                    | Kazanian              |                  |                | tijdsnede (Perm)                  | Rusland                         |                                              |                                     |
| Kenozoïcum zie Cenozoïcum          |                       |                  |                |                                   |                                 |                                              |                                     |
| Keuper                             | Keuper                | ±230             | 199,6          | tijdvak (Trias)                   | Europa                          |                                              | Von Alberti, 1834                   |
| Kimmeridgien                       | Kimmeridgian          | 155,7 ± 4,0      | 150,8 ± 4,0    | tijdsnede (Jura)                  | ICS                             |                                              | d'Orbigny                           |
| Kiscellien                         | Kiscellian            |                  | 25,8           | tijdsnede (Oligoceen)             | Paratethys                      |                                              |                                     |
| Krijt                              | Cretaceous            | 145,5 ± 4,0      | 65,5 ± 0,3     | periode (Mesozoïcum)              | ICS                             | Kreta (eiland); Latijn creta=krijtgesteente  | d'Omalius d'Halloy, 1822            |
| Kungurien                          | Kungurian             | 275,6 ± 0,7      | 270,6 ± 0,7    | tijdsnede (Perm)                  | ICS                             | Kungur (Rusland)                             |                                     |
| Kwartair                           | Quarternary           | 2,588            | heden          | periode (Cenozoïcum)              | wereldwijd                      | vierde deel                                  | Arduino, 1760                       |
| L                                  |                       |                  |                |                                   |                                 |                                              |                                     |
| Ladinien                           | Ladinian              | 237,0 ± 2,0      | 228,0 ± 2,0    | tijdsnede (Trias)                 | ICS                             | Ladinen, volk in Noord-Italië                | Bittner, 1892                       |
| Landenien                          | Landenian             | <60              | >55            | tijdsnede (Paleoceen)             | West-Europa (verouderd)         | Landen                                       | Dumont, 1839                        |
| Langhien                           | Langhian              | 15,97            | 13,65          | tijdsnede (Mioceen)               | ICS                             | Serravalle Langhe (Italië)                   | Pareto, 1864                        |
| Lias                               | Lias                  | 199,6 ± 0,6      | 175,6 ± 2,0    | tijdvak (Jura)                    | Noord-Europa                    | onduidelijk                                  |                                     |
| Liviaan                            | Livian                | 335              | 331            | tijdsnede (Carboon)               | België (verouderd)              | Lives                                        |                                     |
| Llandeilo (Llandeilean)            | Llandeilo             |                  |                | tijdvak/tijdsnede (Ordovicium)    | Europa                          |                                              |                                     |
| Llandovery                         | Llandovery            | 443,7 ± 1,5      | 428,2 ± 2,3    | tijdvak (Siluur)                  | ICS                             | Llandovery (Wales)                           | Murchison, 1859                     |
| Llanvirn(-ien)                     | Llanvirn(-ian)        |                  |                | tijdvak (Ordovicium)              | Europa                          |                                              |                                     |
| Lochkovien                         | Lochkovian            | 416,0 ± 2,8      | 411,2 ± 2,8    | tijdsnede (Devoon)                | ICS                             | Lochkov (Tsjechië)                           |                                     |
| Lopingien                          | Lopingian             | 260,4 ± 0,7      | 251,0 ± 0,4    | tijdvak (Perm)                    | ICS                             | Loping (China)                               |                                     |
| Ludfordien                         | Ludfordian            | 421,3 ± 2,6      | 418,7 ± 2,7    | tijdsnede (Siluur)                | ICS                             | Ludford (Engeland)                           | Holland et al, 1980                 |
| Ludlow                             | Ludlovian             | 422,9 ± 2,5      | 418,7 ± 2,7    | tijdsnede (Siluur)                | ICS                             | Ludlow                                       |                                     |
| Lutetien                           | Lutetian              | 48,6 ± 0,2       | 40,4 ± 0,2     | tijdsnede (Eoceen)                | ICS                             | Latijn: Lutetia=Parijs                       | de Lapparent, 1883                  |
| M                                  |                       |                  |                |                                   |                                 |                                              |                                     |
| Maastrichtien                      | Maastrichtian         | 70,6 ± 0,6       | 65,5 ± 0,3     | tijdsnede (Krijt)                 | ICS                             | Maastricht                                   | Dumont, 1849                        |
| Malm                               | Malm                  | 161,2 ± 4,0      | 145,5 ± 4,0    | tijdvak (Jura)                    | Europa                          | Oudengels: malm = kalkbodem                  |                                     |
|                                    | Marjuman              |                  |                | tijdsnede (Cambrium)              | Noord-Amerika                   |                                              |                                     |
| Menapien                           |                       |                  | 1,03           | super-tijdsnede (Pleistoceen)     | Nederland                       | Menapii, Germaans stam                       | W.H. Zagwijn, 1957.                 |
| Merksemiaan                        | Merksemian            | ~2,5             | ~2             | tijdsnede (Pleistoceen)           | België (verouderd)              | Merksem                                      | de Heinzelin, 1958                  |
| Mesoarcheïcum                      | Mesoarchean           | 3.200            | 2.800          | era                               | ICS                             |                                              |                                     |
| Mesoproterozoïcum                  | Mesoproterozoic       | 1.600            | 1.000          | era                               | ICS                             |                                              |                                     |
| Mesozoïcum                         | Mesozoic              | 251,0 ± 0,7      | 65,5 ± 0,3     | era                               | ICS                             | midden-leven                                 |                                     |
| Messinien                          | Messinian             | 7,246            | 5,332          | tijdsnede (Mioceen)               | ICS                             | Messina (Italië)                             | Mayer-Eymar, 1867                   |
| Mindel                             | Mindel                | 0,85             | 0,465          | tijdsnede (Pleistoceen)           | Alpen                           | de Mindel (Duitsland)                        |                                     |
| Mindel-Riss                        | Mindel-Riss           | 0,465            | 0,238          | tijdsnede (Pleistoceen)           | Alpen                           |                                              |                                     |
| Mioceen                            | Miocene               | 23,03            | 5,332          | tijdvak (Neogeen)                 | ICS                             | Grieks: minder nieuw                         | Lyell, 1847                         |
| Mississippien                      | Mississippian         | 359,2 ± 2,5      | 318,1 ± 1,3    | tijdvak (Carboon)                 | ICS                             | Mississippi (V.S.)                           |                                     |
|                                    | Mohawkian             | ~455             | ~450           | tijdsnede (Ordovicium)            | Noord-Amerika                   |                                              |                                     |
|                                    | Montezuman            |                  |                | tijdsnede (Cambrium)              | regionaal                       |                                              |                                     |
| Montien                            | Montian               | ~65              | ~61            | tijdsnede (Paleoceen)             | Europa (verouderd)              | Mons, Frans voor Bergen                      | Dewalque, 1868                      |
| Moscovien                          | Moscovian             | 311,7 ± 1,1      | 306,5 ± 1,0    | tijdsnede (Carboon)               | ICS                             | Moskou (Rusland)                             |                                     |
| Muschelkalk                        | Muschelkalk           | 243 ± 2          | 235 ± 2        | tijdvak (Trias)                   | Europa                          | Duits: kalksteen met mosselen                | Füchsel, 1761                       |
| N                                  |                       |                  |                |                                   |                                 |                                              |                                     |
| Namurien                           | Namurian              | 326,4            | 313,0          | tijdsnede (Carboon)               | Europa                          | Namur, Frans voor Namen                      |                                     |
| Nectarium                          | Nectarian             | 3920             | 3850           | periode                           | Maan                            | Mare Nectaris                                |                                     |
| Needien                            | Needian               | 0,42             | 0,38           | etage (Pleistoceen)               | Nederland (verouderd)           | Neede                                        |                                     |
| Neoarcheïcum                       | Neoarchaen            | 2.800            | 2.500          | era                               | ICS                             |                                              |                                     |
| Neocomien                          | Neocomian             | 145,5            | 125,0/130,0    | tijdvak                           | inofficieel                     | Neocomium, Latijn voor Neuchâtel             |                                     |
| Neogeen                            | Neogene               | 23,0             | 2,588          | periode (Cenozoïcum)              | ICS                             |                                              | Hörnes, 1856                        |
| Neoproterozoïcum                   | Neoproterozoic        | 1.000            | 542,0 ± 1,0    | era                               | ICS                             |                                              |                                     |
|                                    | Noachian              | geen             | ~3.500         | Martiaans tijdvak                 | Mars                            | Noachis Terra                                |                                     |
| Norien                             | Norian                | 216,5 ± 2,0      | 203,6 ± 1,5    | tijdsnede (Trias)                 | ICS                             | Norische Alpen (Oostenrijk)                  |                                     |
| O                                  |                       |                  |                |                                   |                                 |                                              |                                     |
| Olenekien                          | Olenekian             | 249,5            | 245,9          | tijdsnede (Trias)                 | ICS                             | de Olenyok (Siberië)                         |                                     |
| Oligoceen                          | Oligocene             | 33,9 ± 0,1       | 23,03          | tijdvak (Paleogeen)               | ICS                             | "minder recent"                              | Beyrich, 1857                       |
| Oostermeer Interglaciaal           |                       | 0,243            | 0,238          | tijdsnede (Pleistoceen)           | Nederland                       | Oostermeer                                   |                                     |
| Ordovicium                         | Ordovician            | 488,3 ± 1,7      | 443,7 ± 1,5    | periode (Paleozoïcum)             | ICS                             | Ordovices, Keltische stam                    | Lapworth, 1879                      |
| Orosirium                          | Orosirian             | 2.050            | 1.800          | periode (Proterozoïcum)           | ICS                             |                                              |                                     |
| Oude Dryas                         | Older Dryas           | 13.480 BP        | 13.350 BP      | chron (Weichselien)               | Europa                          | Dryas octopetala (plantje)                   |                                     |
| Oudste Dryas                       | Oldest Dryas          | 13.860           | 13.780         | chron (Weichselien)               | Europa                          | Dryas octopetala (plantje)                   |                                     |
| Ottnangien                         | Ottnangian            | 18,3             | 17,0           | tijdsnede (Mioceen)               | Paratethys                      | Ottnang am Hausruck (Oostenrijk)             | Papp & Rögl, 1967                   |
| Oxfordien                          | Oxfordian             | 161,2 ± 4,0      | 155,0 ± 4,0    | tijdsnede (Jura)                  | ICS                             | Oxford                                       | d'Orbigny                           |
| P                                  |                       |                  |                |                                   |                                 |                                              |                                     |
| Paibien                            | Paibian               | 501,0 ± 2,0      | 496            | tijdsnede (Cambrium)              | ICS                             | Paibi (China)                                |                                     |
| Paleoarcheïcum                     | Paleoarchean          | 3.600            | 3.200          | era                               | ICS                             |                                              |                                     |
| Paleoceen                          | Paleocene             | 65,5 ± 0,3       | 55,8 ± 0,2     | tijdvak (Paleogeen)               | ICS                             | "oudste recent"                              | Schimper, 1847                      |
| Paleofyticum                       | Paleophytic           | ~450             | ~270           | era                               | paleobotanie                    | "oude flora"                                 |                                     |
| Paleogeen                          | Paleogene             | 65,5 ± 0,3       | 23,0           | periode (Cenozoïcum)              | ICS                             |                                              | Hörnes, 1856                        |
| Paleoproterozoïcum                 | Paleoproterozoic      | 2.500            | 1.600          | era                               | ICS                             |                                              |                                     |
| Paleozoïcum                        | Paleozoic             | 542,0 ± 1,0      | 251,0 ± 0,7    | era                               | ICS                             | oude leven                                   |                                     |
| Pannonien                          | Pannonian             | 11,608 ± 0,005   | 7,246 ± 0,005  | tijdsnede (Mioceen)               | Paratethys                      | Pannonië                                     | Roth von Telegd, 1879               |
| Pennsylvanien                      | Pennsylvanian         | 318,1 ± 1,3      | 299,0 ± 0,8    | tijdvak (Carboon)                 | ICS                             | Pennsylvania                                 |                                     |
| Perm                               | Permian               | 299,0 ± 0,8      | 251,0 ± 0,4    | periode (Paleozoïcum)             | ICS                             | Perm (Rusland)                               | Murchison, 1849                     |
| Phanerozoïcum zie Fanerozoïcum     |                       |                  |                |                                   |                                 |                                              |                                     |
| Piacenzien                         | Piacenzian            | 3,600            | 2,588          | tijdsnede (Plioceen)              | ICS                             | Piacenza                                     | Mayer-Eymar, 1858                   |
| Pleistoceen                        | Pleistocene           | 2,588            | 0,0117         | tijdvak (Kwartair)                | ICS                             | "jongste recent"                             |                                     |
| Pleniglaciaal                      |                       | 73.000 BP        | 14.500 BP      | sub-tijdsnede (Pleistoceen)       | Noord-Europa                    |                                              |                                     |
| Pliensbachien                      | Pliensbachian         | 189,6 ± 1,5      | 183,0 ± 1,5    | tijdsnede (Jura)                  | ICS                             | Pliensbach (Duitsland)                       | Oppel, 1858                         |
| Plioceen                           | Pliocene              | 5,332            | 2,588          | tijdvak (Neogeen)                 | ICS                             | "nieuwer recent"                             | Lyell, 1847                         |
| Poederliaan                        | Poederlian            | ~3,5             | ~2,5           | tijdsnede (Plioceen)              | België (verouderd)              | Poederlee                                    | Vincent, 1889                       |
| Pontien                            | Pontian               | 7,246 ± 0,005    | 5,332 ± 0,005  | tijdvak (Mioceen)                 | Paratethys                      | Pontus Euxinus, Latijn voor de Zwarte Zee    | Le Play, 1842                       |
|                                    | Portlandian           |                  |                | tijdsnede (Jura)                  | Britse Eilanden                 |                                              |                                     |
| Pragien                            | Pragian               | 411,2 ± 2,8      | 407,0 ± 2,8    | tijdsnede (Devoon)                | ICS                             | Praag                                        |                                     |
| Preboreaal                         | Preboreal             | 11.560 BP        | 10.640 BP      | chron                             | Noord-Europa                    | "voor het Boreaal"                           |                                     |
| Precambrium                        | Precambrian           | geen             | 542,0 ± 1,0    | geen (vroeger: eon)               | wereldwijd                      | voor het Cambrium                            |                                     |
| Preglaciaal                        |                       | geen             | 0,386          | geen                              | Nederland                       | voor het glaciaal (Saalien)                  |                                     |
| Prenectarium                       | Prenectarian          | 4567             | 3850           | periode                           | Maan                            | "voor het Nectarium"                         |                                     |
| Pretiglien                         | Pretiglian            | 2,588            | 2,40           | super-tijdsnede (Pleistoceen)     | Nederland                       | "voor het Tiglien"                           | Van der Vlerk, 1948                 |
| Priabonien                         | Priabonian            | 37,2 ± 0,1       | 33,9 ± 0,1     | tijdsnede (Eoceen)                | ICS                             | Priabona (Italië)                            | Munier-Chalmas & De Lapparent, 1893 |
| Pridoli(en)                        | Pridoli(an)           | 418,7 ± 2,7      | 416,0 ± 2,8    | tijdvak (Siluur)                  | ICS                             | Přidoli (Tsjechië)                           |                                     |
|                                    | Priscoan zie Hadeicum |                  |                |                                   |                                 |                                              |                                     |
| Proterozoïcum                      | Proterozoic           | 2.500            | 542,0 ± 1,0    | eon                               | ICS                             |                                              |                                     |
| R                                  |                       |                  |                |                                   |                                 |                                              |                                     |
| Rhaetien                           | Rhaetian              | 203,6 ± 1,5      | 199,6 ± 0,6    | tijdsnede (Trias)                 | ICS                             | Rhetische Alpen                              |                                     |
| Rhuddanien                         | Rhuddanian            | 443,7 ± 1,5      | 439,0 ± 1,8    | tijdsnede (Siluur)                | ICS                             | Cwm-Rhuddian (Wales)                         |                                     |
| Rhyacium                           | Rhyacian              | 2.300            | 2.050          | periode (Proterozoïcum)           | ICS                             |                                              |                                     |
|                                    | Riphean               | 1650             | 650            | tijdsnede (Proterozoïcum)         | wereldwijd (verouderd)          |                                              |                                     |
| Rissglaciaal                       | Riss                  | 0,238            | 0,128          | tijdsnede (Pleistoceen)           | Alpen                           | Riss                                         |                                     |
| Riss-Würm Interglaciaal            | Riss-Würm             | 0,128            | 0,116          | tijdsnede (Pleistoceen)           | Alpen                           |                                              |                                     |
| Roadien                            | Roadian               | 270,6 ± 0,7      | 268,0 ± 0,7    | tijdsnede (Perm)                  | ICS                             |                                              |                                     |
| Romanien                           | Romanian              | 3,6              | 1,8            | tijdsnede (Plioceen, Pleistoceen) | Paratethys                      |                                              |                                     |
| Rotliegend(-es)                    | Rotliegend(-es)       | 299              | 270,6          | sub-periode (Perm)                | inofficieel                     |                                              |                                     |
| Rupelien                           | Rupelian              | 33,9 ± 0,1       | 28,4 ± 0,1     | tijdsnede (Oligoceen)             | ICS                             | de Rupel (België)                            | Dumont, 1850                        |
| S                                  |                       |                  |                |                                   |                                 |                                              |                                     |
| Saalien                            | Saalian               | 0,238            | 0,128          | tijdsnede (Pleistoceen)           | Noord-Europa                    | de Saale (Duitsland)                         |                                     |
| Sakmarien                          | Sakmarian             | 294,6 ± 0,8      | 284,4 ± 0,7    | tijdsnede (Perm)                  | ICS                             | de Sakmara (Rusland)                         | Karpinski, 1874                     |
| Sandbien                           | Sandbian              | 460,9 ± 1,6      | 455,8 ± 1,6    | tijdsnede (Ordovicium)            | ICS                             | Södra Sandby, Zweden                         |                                     |
| Santonien                          | Santonian             | 85,8 ± 0,7       | 83,5 ± 0,7     | tijdsnede (Krijt)                 | ICS                             | Saintes (Frankrijk)                          | Coquand, 1873                       |
| Sarmatien                          | Sarmatian             | 12,7             | 11,6           | tijdsnede (Mioceen)               | Paratethys                      | de Sarmaten                                  | Suess, 1866                         |
| Saxonien                           | Saxonian              | ~290             | ~255           | tijdsnede (Perm)                  | Europa (verouderd)              | Saksen                                       |                                     |
| Scaldisiaan                        | Scaldisian            | ~4               | ~2,5           | tijdsnede (Plioceen)              | België (verouderd)              | Scaldus, Latijn voor de Schelde              | Dumont, 1850                        |
| Selandien                          | Selandian             | 61,7 ± 0,2       | 58,7 ± 0,2     | tijdsnede (Paleoceen)             | ICS                             | Seeland (Denemarken)                         | Rosenkrantz, 1924                   |
| Senonien                           | Senonian              | 89,3             | 65,5           | tijdvak (Krijt)                   | inofficieel                     | Sens (Frankrijk)                             | d'Orbigny                           |
| Serpukhovien                       | Serpukhovian          | 326,4 ± 1,6      | 318,1 ± 1,3    | tijdsnede (Carboon)               | ICS                             | Serpoechov (Rusland)                         |                                     |
| Serravallien                       | Serravallian          | 13,65            | 11,608         | tijdsnede (Mioceen)               | ICS                             | Serravalle Scrivia (Italië)                  | Pareto, 1864                        |
| Sheinwoodien                       | Sheinwoodian          | 428,2 ± 2,3      | 426,2 ± 2,4    | tijdsnede (Siluur)                | ICS                             | Sheinwood (Engeland)                         | Basset et al, 1975                  |
| Siderium                           | Siderian              | 2.500            | 2.300          | periode (Proterozoïcum)           | ICS                             |                                              |                                     |
| Silesien                           | Silesian              | 326,4            | 299,0          | subperiode (Carboon)              | Europa                          | Silezië                                      |                                     |
| Siegenien                          | Siegenian             |                  |                | tijdsnede (Devoon)                | Noord-Amerika, Europa           |                                              |                                     |
| Siluur                             | Silurian              | 443,7 ± 1,5      | 416,0 ± 2,8    | periode (Paleozoïcum)             | ICS                             | Siluren, Keltische stam                      | Murchison, 1835                     |
| Sinemurien                         | Sinemurian            | 196,5 ± 1,0      | 189,6 ± 1,5    | tijdsnede (Jura)                  | ICS                             | Semur-en-Auxois (Frankrijk)                  | d'Orbigny, 1842                     |
| Statherium                         | Statherian            | 1.800            | 1.600          | periode (Proterozoïcum)           | ICS                             |                                              |                                     |
| Stenium                            | Stenian               | 1.200            | 1.000          | periode (Proterozoïcum)           | ICS                             |                                              |                                     |
| Stephanien                         | Stephanian            | 303,9            | 299,0          | tijdsnede (Carboon)               | Europa                          | Saint-Étienne (Frankrijk)                    |                                     |
|                                    | Steptoan              |                  |                | tijdsnede (Cambrium)              | regionaal                       |                                              |                                     |
| Subatlanticum                      | Subatlantic           | 2400 BP          | 0              | chron (Holoceen)                  | onder andere Noord-Europa       |                                              |                                     |
| Subboreaal                         | Subboreal             | 5660 BP          | 2400 BP        | chron (Holoceen)                  | onder andere Noord-Europa       |                                              |                                     |
|                                    | Sunwaptan             |                  |                | tijdsnede (Cambrium)              | regionaal                       |                                              |                                     |
| T                                  |                       |                  |                |                                   |                                 |                                              |                                     |
| Tarantien                          | Tarantian             | 0,15             | 0,0115         | tijdsnede (Pleistoceen)           | Zuid-Europa                     | Tarante (Italië)                             |                                     |
|                                    | Tatarian              |                  |                | tijdsnede (Perm)                  | Rusland                         | Tatarstan                                    |                                     |
| Taxandrien                         | Taxandrian            | 1,80             | 0,418          | super-tijdsnede (Pleistoceen)     | Nederland (verouderd)           |                                              |                                     |
| Telychien                          | Telychian             | 436,0 ± 1,9      | 428,2 ± 2,3    | tijdsnede (Siluur)                | ICS                             | Pen-lan-Telych (Wales)                       | Cocks et al 1973                    |
| Terreneuvien                       | Terreneuvian          | 542,0 ± 1,0      | 521            | tijdvak (Cambrium)                | ICS                             | Terre-Neuve, Frans voor Newfoundland         |                                     |
| Tertiair                           | Tertiary              | 65,5 ± 0,3       | 2,588          | sub-era (Cenozoïcum)              | inofficieel                     | derde deel                                   | Arduino, 1760                       |
| Thanetien                          | Thanetian             | 58,7 ± 0,2       | 55,8 ± 0,2     | tijdsnede (Paleoceen)             | ICS                             | Isle of Thanet (Engeland)                    | Renevier, 1874                      |
| Thuringien                         | Thugingian            | ~280             | 251            | tijdsnede (Perm)                  | Europa (verouderd)              | Thüringen                                    |                                     |
| Tiglien                            | Tiglian               | 2,40             | 1,80           | super-tijdsnede (Pleistoceen)     | Nederland                       | Tegelen                                      |                                     |
| Tithonien                          | Tithonian             | 150,8 ± 4,0      | 145,5 ± 4,0    | tijdsnede (Jura)                  | ICS                             | Tithonos (Griekse mythologie)                | Oppel, 1865                         |
| Toarcien                           | Toarcian              | 183,0 ± 1,5      | 175,6 ± 2,0    | tijdsnede (Jura)                  | ICS                             | Thouars (Frankrijk)                          | d'Orbigny, 1849                     |
| Tonium                             | Tonian                | 1.000            | 850            | periode (Proterozoïcum)           | ICS                             |                                              |                                     |
| Tortonien                          | Tortonian             | 11,608           | 7,246          | tijdsnede (Mioceen)               | ICS                             | Tortona (Italië)                             | Mayer-Eymar, 1858                   |
| Tournaisien                        | Tournaisian           | 359,2 ± 2,5      | 345,3 ± 2,1    | tijdsnede (Carboon)               | ICS                             | Tournai, Frans voor Doornik (België)         | Dumont, 1832                        |
| Tremadoc(-ien)                     | Tremodoc(-ian)        | 488,3 ± 1,7      | 478,6 ± 1,7    | tijdvak (Ordovicium)              | ICS                             | Tremadoc Bay, Wales                          | Sedgwick, 1846                      |
| Trias                              | Triassic              | 251,0 ± 0,4      | 199,6 ± 0,6    | periode (Mesozoïcum)              | ICS                             | driedeling                                   | Von Alberti, 1834                   |
| Tubantien                          | Tubantian             | 0,116            | 0,0115         | tijdsnede (Pleistoceen)           | Nederland (verouderd)           |                                              | Van der Vlerk & Florschütz, 1950    |
| Turonien                           | Turonian              | 93,5 ± 0,8       | 89,3 ± 1,0     | tijdsnede (Krijt)                 | ICS                             | Tours (Frankrijk)                            | d'Orbigny, 1842                     |
| U                                  |                       |                  |                |                                   |                                 |                                              |                                     |
| Ufimien                            | Ufimian               | 268              | 270,6          | tijdsnede (Perm)                  | verouderd                       |                                              |                                     |
| V                                  |                       |                  |                |                                   |                                 |                                              |                                     |
| Valanginien                        | Valanginian           | 140,2 ± 3,0      | 136,4 ± 2,0    | tijdsnede (Krijt)                 | ICS                             | Valangin (Zwitserland)                       | Desor, 1853                         |
| Vendien                            | Vendian               | ~610             | 542,0 ± 1,0    | subera (Proterozoïcum)            | wereldwijd (verouderd)          |                                              |                                     |
| Viséen                             | Visean                | 345,3 ± 2,1      | 326,4 ± 1,6    | tijdsnede (Carboon)               | ICS                             | Visé, Frans voor Wezet (België)              | Dumont, 1832                        |
| Vraconien                          | Vraconian             |                  |                | sub-tijdsnede (Krijt)             | regionaal                       |                                              |                                     |
| Vroeg Imbrium                      | Early Imbrian         | 3850             | 3800           | periode                           | Maan                            | Mare Imbrium                                 |                                     |
| W                                  |                       |                  |                |                                   |                                 |                                              |                                     |
| Waalien                            | Waalian               | 1,45             | 1,20           | super-tijdsnede                   | Nederland                       | de Waal                                      | W.H. Zagwijn, 1957.                 |
| Weichselien                        | Weichselian           | 0,116            | 0,0115         | tijdsnede                         | Noord-Europa                    | de Weichsel (Wisła)                          |                                     |
| Wenlock(-ien)                      | Wenlock(-ian)         | 428,2 ± 2,3      | 422,9 ± 2,5    | tijdvak (Siluur)                  | ICS                             | Much Wenlock (Engeland)                      | Murchison, 1833                     |
| Westfalien                         | Westfalian            | 313,0            | 303,9          | tijdsnede (Carboon)               | Europa                          | Westfalen                                    |                                     |
|                                    | Whiterockian          | ~480             | ~455           | tijdsnede (Ordovicium)            | Noord-Amerika                   |                                              |                                     |
|                                    | Wolstonian            | 0,238            | 0,128          | tijdsnede (Pleistoceen)           | Groot-Brittannië                | Wolston (Engeland)                           |                                     |
| Wordien                            | Wordian               | 268,0 ± 0,7      | 265,8 ± 0,7    | tijdsnede (Perm)                  | ICS                             |                                              |                                     |
| Wuchiapingien                      | Wuchiapingian         | 260,4 ± 0,7      | 253,8 ± 0,7    | tijdsnede (Perm)                  | ICS                             |                                              |                                     |
| Würm Glaciaal                      | Würm                  | 0,116            | 0,0115         | tijdsnede (Pleistoceen)           | Alpen                           | de Würm (Duitsland)                          |                                     |
| Y                                  |                       |                  |                |                                   |                                 |                                              |                                     |
| Ypresien                           | Ypresian              | 55,8 ± 0,2       | 48,6 ± 0,2     | tijdsnede (Eoceen)                | ICS                             | Ypres, Frans voor Ieper (België)             | Dumont, 1849                        |
| Z                                  |                       |                  |                |                                   |                                 |                                              |                                     |
| Zanclien                           | Zanclean              | 5,332            | 3,60           | tijdsnede (Plioceen)              | ICS                             | Zancla, oude naam voor Messina (Italië)      | Sequenza, 1868                      |
| Zechstein                          | Zechstein             | ±270             | ±250           | sub-periode (Perm)                | Europa (inofficieel)            |                                              |                                     |